# Биатлон на зимних Олимпийских играх 1998
В биатлонной программе XVIII зимних Олимпийских игр в японском городе Нагано было разыграно 6 комплектов наград. Соревнования проходили с 9 по 21 февраля 1998 года. Это были последние Игры, на которых в биатлоне разыгрывалось только по три комплекта наград у мужчин и женщин.

## Общая информация
Сборная Норвегии, которая не сумела выиграть ни одной медали в биатлоне на Играх 1988, 1992 и 1994 годов, на этот раз завоевала пять наград, включая два золота. Примечательно, что в мужской эстафете у норвежцев бежали два брата Бьёрндалена, а в женской — две сестры Шельбрейд.
Немка Уши Дизль в трёх видах программы завоевала три медали — золото, серебро и бронзу.
Екатерина Дафовска, победив в индивидуальной гонке на 15 км, принесла Болгарии первую в истории золотую медаль на зимних Олимпийских играх (и, по состоянию на 2022 год, единственную).

## Медали

### Общий зачёт
(Жирным выделено самое большое количество медалей в своей категории)
| Общее количество медалей |           |        |         |        |       |
| Место                    | НОК       | Золото | Серебро | Бронза | Всего |
| 1                        | Норвегия  | 2      | 2       | 1      | 5     |
| 2                        | Германия  | 2      | 1       | 2      | 5     |
| 3                        | Россия    | 1      | 1       | 1      | 3     |
| 4                        | Болгария  | 1      | 0       | 0      | 1     |
| 5                        | Италия    | 0      | 1       | 0      | 1     |
|                          | Украина   | 0      | 1       | 0      | 1     |
| 7                        | Беларусь  | 0      | 0       | 1      | 1     |
|                          | Финляндия | 0      | 0       | 1      | 1     |

### Призёры

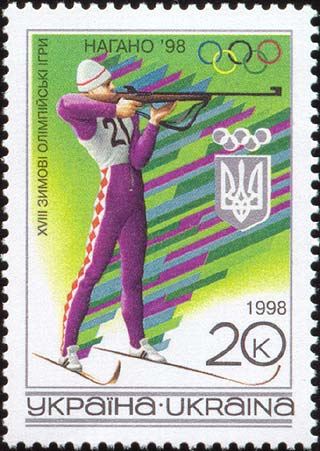
Почтовая марка Украины

#### Мужчины
| Дисциплина                               | Дата       | Золото                                                          | Серебро                                                                             | Бронза                                                                       |
| Спринт 10 км см. подробнее               | 18 февраля | Уле-Эйнар Бьёрндален Норвегия                                   | Фруде Андресен Норвегия                                                             | Вилле Ряйкённен Финляндия                                                    |
| Индивидуальная гонка 20 км см. подробнее | 11 февраля | Халвар Ханевольд Норвегия                                       | Пьеральберто Каррара Италия                                                         | Алексей Айдаров Беларусь                                                     |
| Эстафета 4×7,5 км см. подробнее          | 21 февраля | Германия · Рикко Гросс · Петер Зендель · Свен Фишер · Франк Лук | Норвегия · Эгиль Йелланн · Халвар Ханевольд · Даг Бьёрндален · Уле-Эйнар Бьёрндален | Россия · Павел Муслимов · Владимир Драчёв · Сергей Тарасов · Виктор Майгуров |

#### Женщины
| Дисциплина                               | Дата       | Золото                                                              | Серебро                                                                    | Бронза                                                                                           |
| Спринт 7,5 км см. подробнее              | 15 февраля | Галина Куклева Россия                                               | Уши Дизль Германия                                                         | Катрин Апель Германия                                                                            |
| Индивидуальная гонка 15 км см. подробнее | 9 февраля  | Екатерина Дафовска Болгария                                         | Елена Петрова Украина                                                      | Уши Дизль Германия                                                                               |
| Эстафета 4×7,5 км см. подробнее          | 19 февраля | Германия · Уши Дизль · Мартина Целльнер · Катрин Апель · Петра Беле | Россия · Ольга Мельник · Галина Куклева · Альбина Ахатова · Ольга Ромасько | Норвегия · Анн-Элен Шельбрейд · Аннетта Сиквеланн · Гунн Маргит Андреассен · Лив-Грете Шельбрейд |